# Hermann de Pourtalès
Hermann Alexandre de Pourtalès (ur. 31 marca 1847 w Neuchâtel, zm. 28 listopada 1904 w Genewie) – szwajcarski wojskowy i żeglarz, dwukrotny medalista igrzysk olimpijskich.

## Życiorys
Jego pierwszą żoną, do śmierci w 1888 była Marguerite Marcet. Był oficerem w armii niemieckiej. Brał udział w Wojnie francusko-pruskiej. W 1891 w kościele de la Sainte Trinité w Paryżu poślubił Helen Barbey. Mieli trzy córki. Jego syn z pierwszego małżeństwa, Guy był pisarzem. Hermann posiadał obywatelstwo szwajcarskie i niemieckie oraz tytuł hrabiego.

### Kariera sportowa

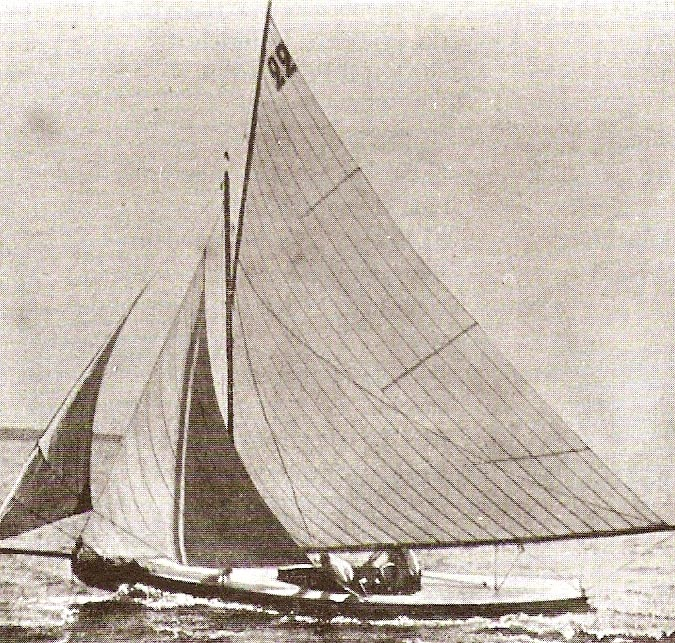
Jacht Lérina podczas igrzysk 1900

De Pourtalès reprezentował Szwajcarię na Letnich Igrzyskach Olimpijskich 1900, odbywających się w Paryżu. Wraz ze swoją żoną Hélène i bratankiem Bernardem de Pourtalèsem uczestniczył w zawodach żeglarskich na jachcie Lérina w konkurencjach dla jednostek od 1 do 2 ton. Szwajcarska załoga zdobyła złoty medal w pierwszym wyścigu, a trzy dni zajęli 2. miejsce w drugim wyścigu. Brali również udział w klasie open, której nie zdołali ukończyć.